# Ринковец
Ринковец је насељено место у саставу општине Бедња у Вараждинској жупанији, Хрватска. До територијалне реорганизације у Хрватској налазио се у саставу старе општине Иванец.

## Становништво
На попису становништва 2011. године, Ринковец је имао 284 становника.

## Попис1991.
На попису становништва 1991. године, насељено место Ринковец је имало 356 становника, следећег националног састава:
| Попис 1991.‍ | Попис 1991.‍ | Попис 1991.‍ | Попис 1991.‍ | Попис 1991.‍ |
| ----------- | ----------- | ----------- | ----------- | ----------- |
|             |             |             |             |             |
| Хрвати      | Хрвати      |             | 355         | 99,71%      |
| Срби        | Срби        |             | 1           | 0,28%       |
| укупно: 356 |             |             |             |             |